# Maurice Ringot
Maurice Ringot (7 septembre 1880 à Bergues - 26 décembre 1951 à Malo-les-Bains) est un sculpteur français.

## Biographie
Maurice Ringot est fils et petit-fils de marbriers-sculpteurs, il fut élève au collège Saint-Winoc de Bergues, étudia ensuite chez les Frères des Écoles chrétiennes de Saint-Omer puis entra à l'École des beaux-arts de Lille. 
De retour à Bergues, il se maria avec Hélène Sagary et installa son atelier, rue de l'Arsenal, où il sculpta sa première œuvre monumentale : le Jean Gutenberg destiné à orner la façade du journal le Nord Maritime à Dunkerque. En 1910, il déménagea à Malo-les-Bains, à l’angle de l’avenue About et de la rue Gaspard-Neuts, où il s’installa dans un atelier plus vaste, mieux adapté aux compositions de grande taille. Il y employa une vingtaine d’ouvriers et plusieurs artistes accomplis comme Louis Piron ; sa famille allait compter dix enfants et cinq de ses six fils : André, Pierre, Jean-Baptiste, Léon et Antony (qui reprit ensuite à Bergues la marbrerie de son oncle Julien Ringot) travaillèrent successivement avec lui perpétuant ainsi la tradition familiale de marbriers-tailleurs de pierre. Son sixième fils, Maurice, religieux, hérita lui aussi des dons artistiques de son père.
Les deux guerres l'obligèrent à quitter son atelier de Malo. Tout d'abord en 1917, il réussit à déménager le matériel indispensable pour travailler au Trait en Normandie. Puis en 1942-1943, il gagna le quartier du Banc Vert à Petite-Synthe où il édifia avec ses aides une véritable cité de logements et ateliers. En 1944, troisième déménagement vers Croix, près de Lille, mais sans matériel cette fois et, au retour, le sculpteur trouvera les statues et projets en cours brisés. Il fallut donc reprendre le travail à zéro, réaménager l'atelier de Malo, racheter matériaux et outils dispersés ou pillés. Avec l'aide de ses fils revenus de captivité, il se remit à la tâche et sculpta entre autres, le monument d'Oye-Plage, les statues des églises de Bapaume et Malo.

## Diversité de son œuvre
Maurice Ringot fut un maître de la statuaire, un artiste capable de sculpter tous les styles : du classique gréco-romain appris aux Beaux-Arts au stylisé de ses derniers personnages, en passant par le néo-gothique, le romantique et le Modern style de la Belle Époque.
Il est difficile d’évaluer le nombre exact de toutes les réalisations de ce créateur incessant.
Maurice Ringot fut l’auteur d’un très grand nombre de monuments aux morts de la Première Guerre mondiale, de Dunkerque, Coudekerque, Saint-Pol-sur-Mer, Leffrinckoucke, Bergues, etc. jusqu’aux environs de Lille, Armentières et Béthune et même en Normandie où on lui doit les deux monuments de Caudebec-en-Caux.
La ville de Dunkerque lui commanda le groupe de deux statues symboliques intitulé À la Ville de Paris, Dunkerque martyre reconnaissante qu’elle offrit à sa ville marraine après la Seconde Guerre mondiale.
Il édifia aussi des calvaires ainsi que des chapelles de style néo-gothique comme celle, en 1947, en l’honneur de saint Willibrord, à l’entrée de Gravelines.
Pour les églises, il sculpta des chaires, des chapiteaux, des fonts baptismaux, des bas-reliefs, des confessionnaux, des chemins de croix, des autels et de très nombreuses statues. C’est à Lille que Maurice Ringot réalisa son chef-d’œuvre, inauguré en 1936, le tympan Saint-Eubert de la cathédrale Notre-Dame-de-la-Treille.
Il exécuta également des bustes de personnalités telles que les maires Paul Verley de Dunkerque, Adolphe Geeraert de Malo, Gustave Fontaine de Coudekerque…
Maurice Ringot fut chargé par ailleurs de l’ornementation architecturale d’édifices publics comme les postes de Dunkerque aujourd’hui détruites et la mairie de Malo. Colonnes, cheminées, plafonds, corniches, médaillons et blasons agrémentèrent de nombreuses maisons particulières et commerciales. On lui confia ainsi la décoration des Arcades, café renommé de Dunkerque et pour la pâtisserie Debée qui avait pour enseigne Au Chinois il sculpta des dragons et autres motifs orientaux ; il réalisa également plusieurs décors de façades sur la digue de Malo.

## Œuvres dans le domaine public
Une partie des œuvres de Maurice Ringot fut malheureusement détruite durant la Seconde Guerre mondiale, mais subsistent encore aujourd’hui, entre autres, pour ne citer que quelques villes :
À Bergues, sa ville natale, où il participa à la restauration du Mont-de-Piété au début des années 1900 :
- dans l’église Saint-Martin, le drapelet de Saint-Winoc ;
- au 58 de la rue Carnot un tympan de fenêtre sculpté représentant une allégorie du commerce des céréales datant de 1907 ;
- le géant de la ville : l’Électeur de Lamartine créé le 21 septembre 1913 ;
- le monument aux morts, inauguré en 1923.

À Dunkerque :

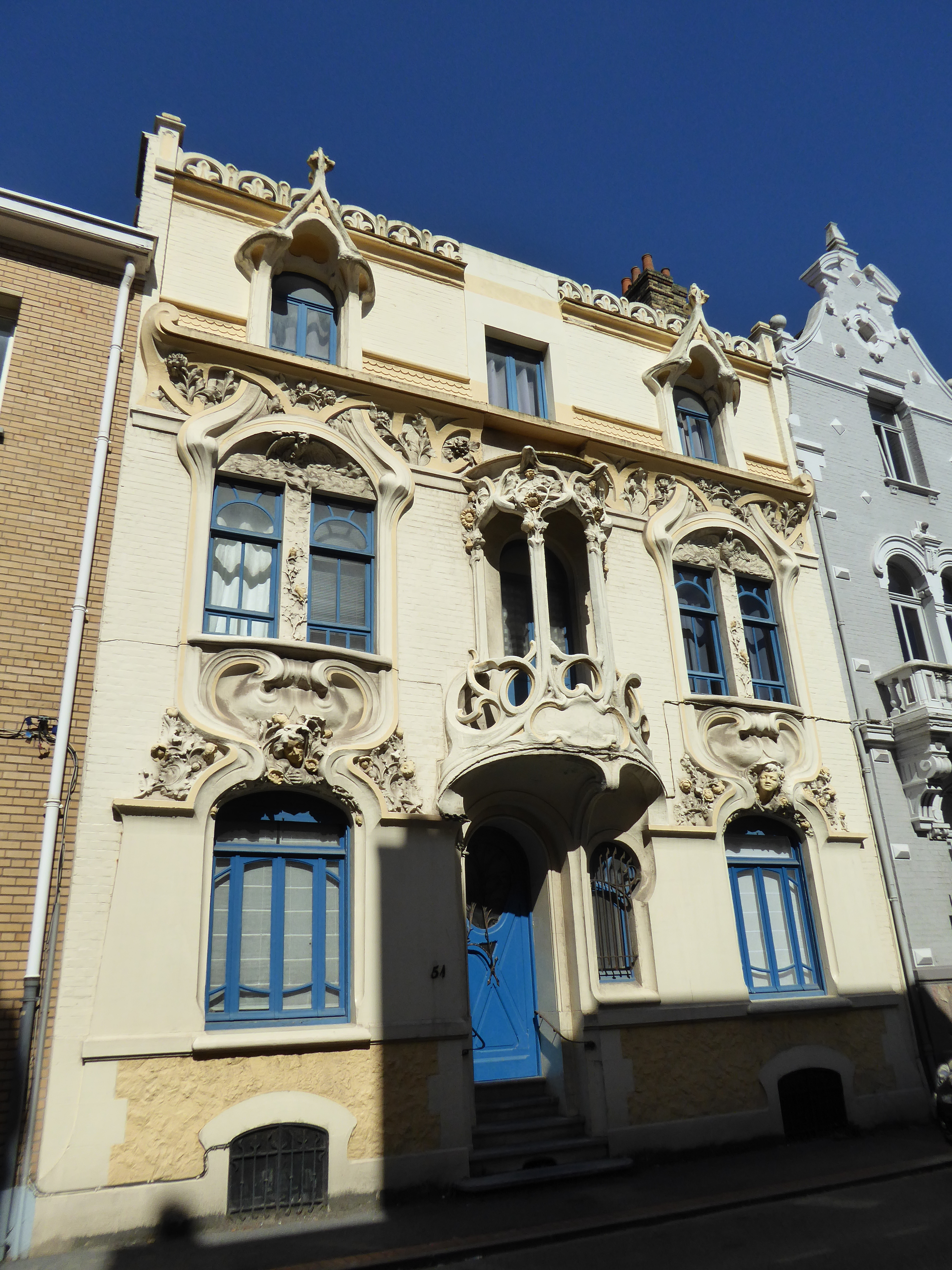
Maison Ringot 51 rue Gustave Lemaire Malo-les-Bains

- le Jean Gutenberg, sa première œuvre, dans le hall A du lycée Jean-Bart ;
- le buste de Florent Guillain, au port, datant de 1923 ;
- la statue de la Vierge placée, en 1934, dans une niche d’angle en surplomb sur le presbytère de la Petite-Chapelle ;
- le bas-relief du bâtiment situé au 53 rue du Magasin-Général ;
- le grand calvaire du cimetière, le buste du maire Charles Valentin.

À Lille :
- le tympan du portail méridional de la cathédrale Notre-Dame-de-la-Treille sculpté dans la pierre blanche de Brauvilliers ; toute l’histoire de saint Eubert, évangélisateur du Nord des Gaules au IIIe siècle, y est représentée avec 80 personnages de 1,20 m de hauteur en moyenne, sur trois niveaux.

À Malo-les-Bains :

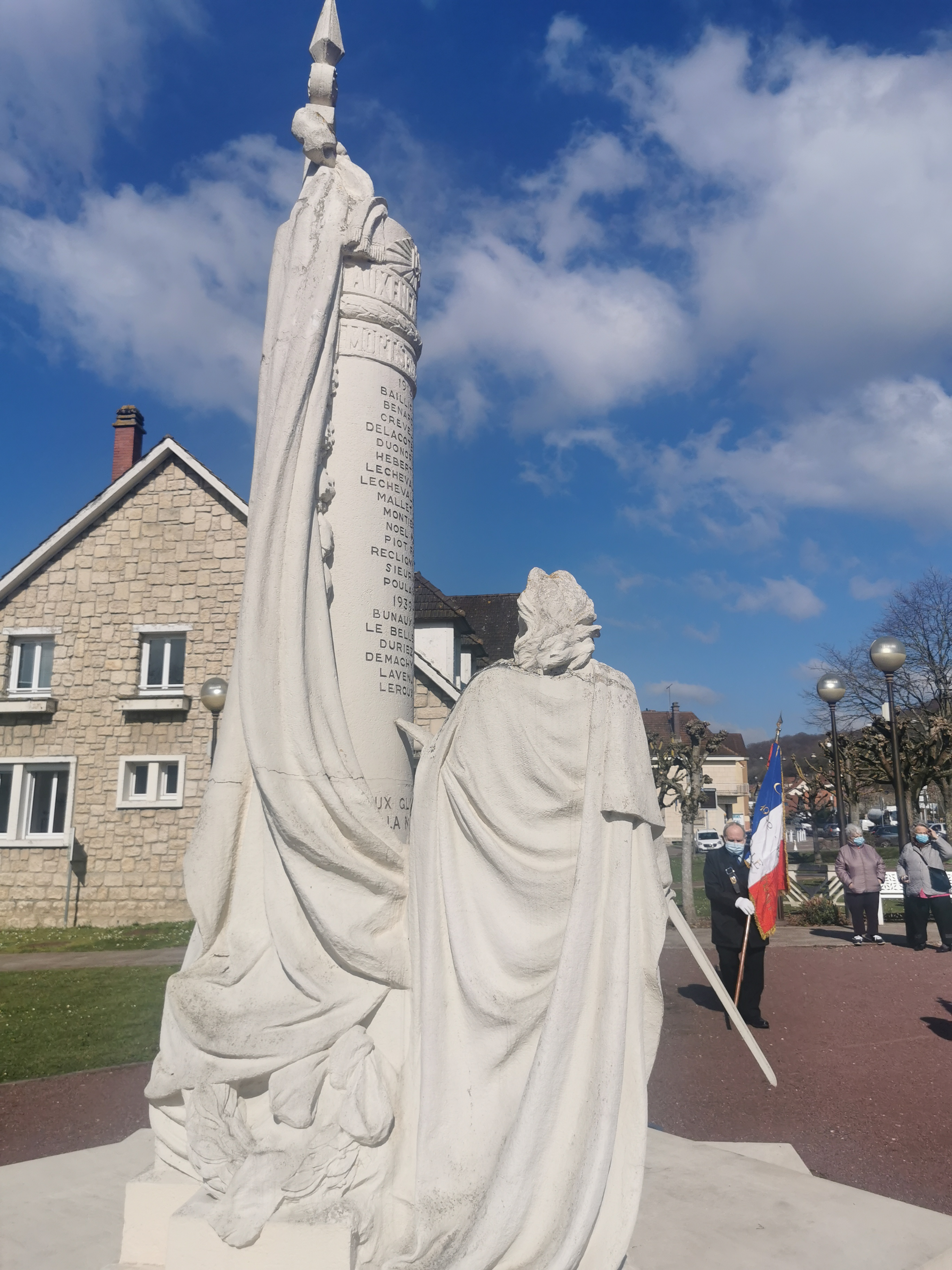
Monument aux Morts créé par le sculpteur Ringot pour la municipalité du Trait (Seine-Maritime)

- la façade « Belle Époque » de la maison située au 51 rue Lemaire ;
- le monument du dépositoire du cimetière élevé à la mémoire des soldats morts en 1914-1918 ;
- les statues (saint Joseph, Sacré-Cœur…) dans l’église Notre-Dame-du-Sacré-Cœur, près du portail principal, place Turenne.

À Merris :
- le Monument aux Morts. Les colonnes relevées des ruines de la Première Guerre mondiale ont servi de cadre au monument aux morts, situé à proximité et rappelant l'ancienne église détruite en 1918. Ce mémorial, édifié sur l'emplacement de l'ancien cimetière, a été inauguré le 7 octobre 1928.

A Rosendaël :
- le monument du cinquantenaire de la ville, réalisé en 1910, transporté place Voltaire en 1921;
- le mémorial de la guerre 1914-1918 situé face à l’église Notre-Dame (1921) ;
- de part et d’autre du mémorial, les monuments dédiés à Félix Coquelle (1928) et à l’abbé Bonpain (1949) ;
- la décoration intérieure du château Coquelle.

A Strazeele :
- la statue du Christ Roi. Elle est placée en 1931 dans la niche réalisée dans le tympan du porche d'entrée.

Au Trait :
- le Monument aux Morts. La première pierre du monument est posée le 3 août 1919. Toutefois, en août 1944, une bombe éclate dans le cimetière et détruit le monument, reconstruit dès 1948. En 2012, profitant d’une restauration, le monument aux morts déménage place du 11 novembre, devant la Mairie. Une esquisse y est d’ailleurs visible[2].

## Images

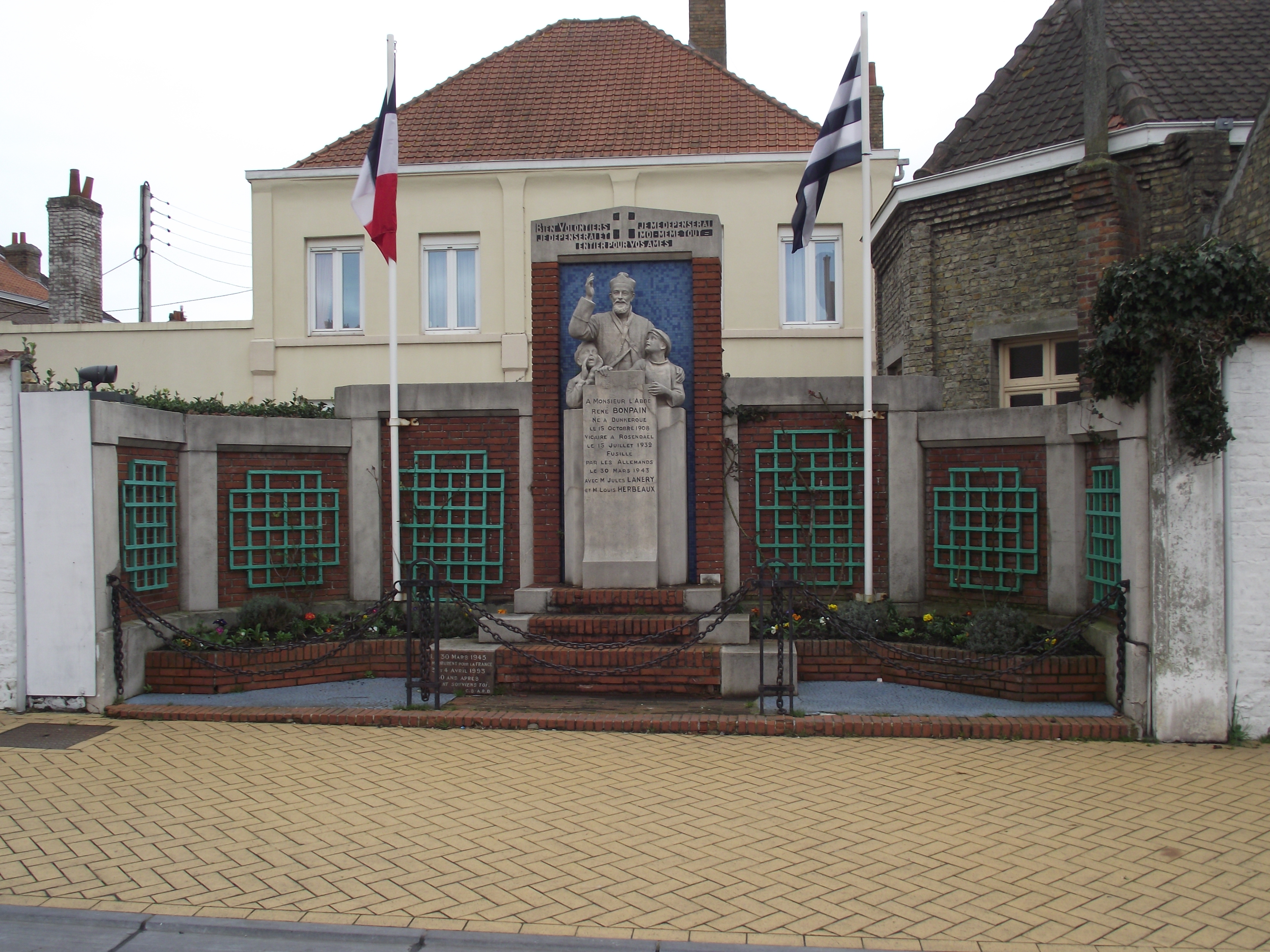
Monument en l'honneur de René Bonpain, Rosendaël
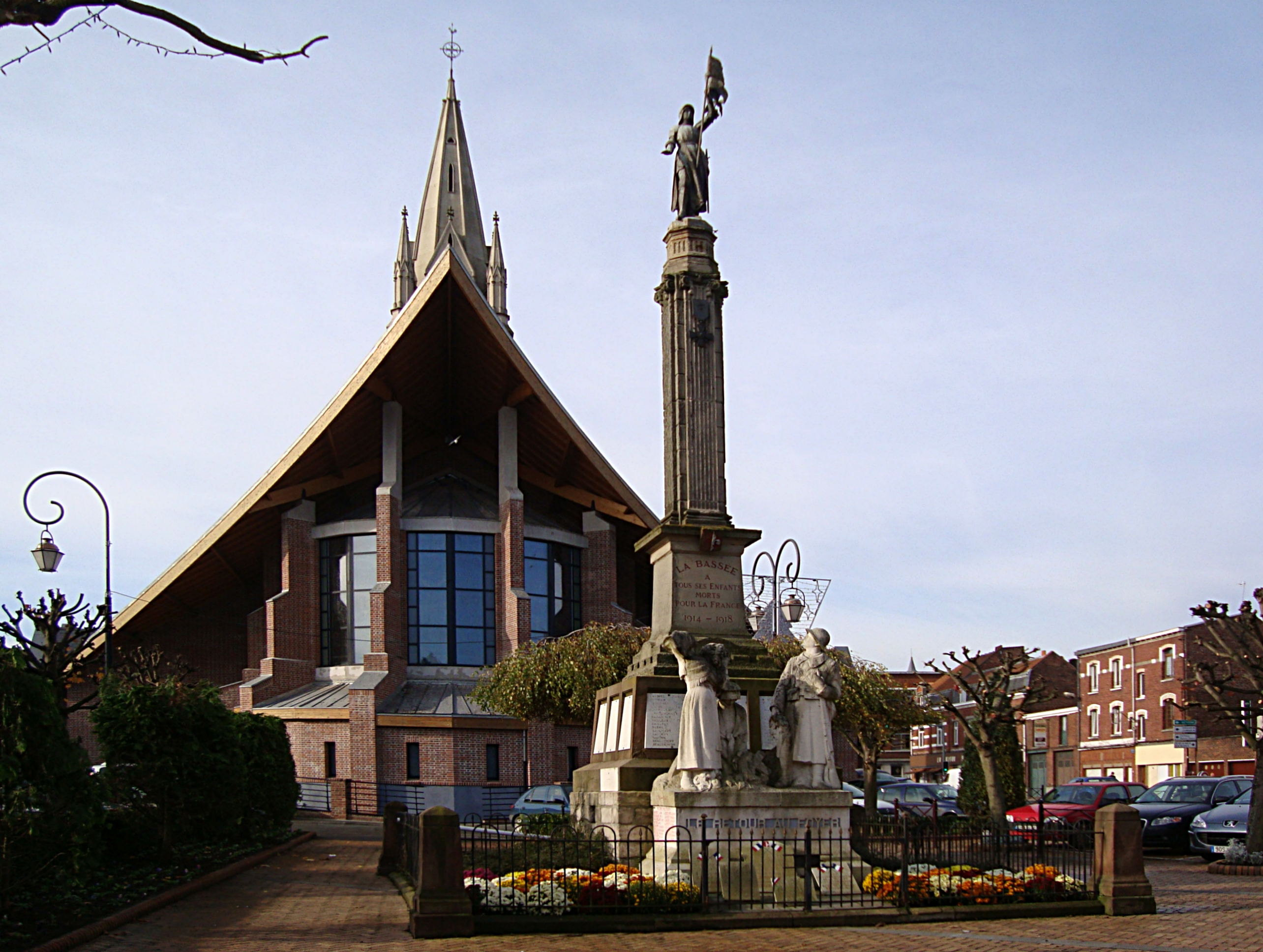
Le monument aux morts de La Bassée
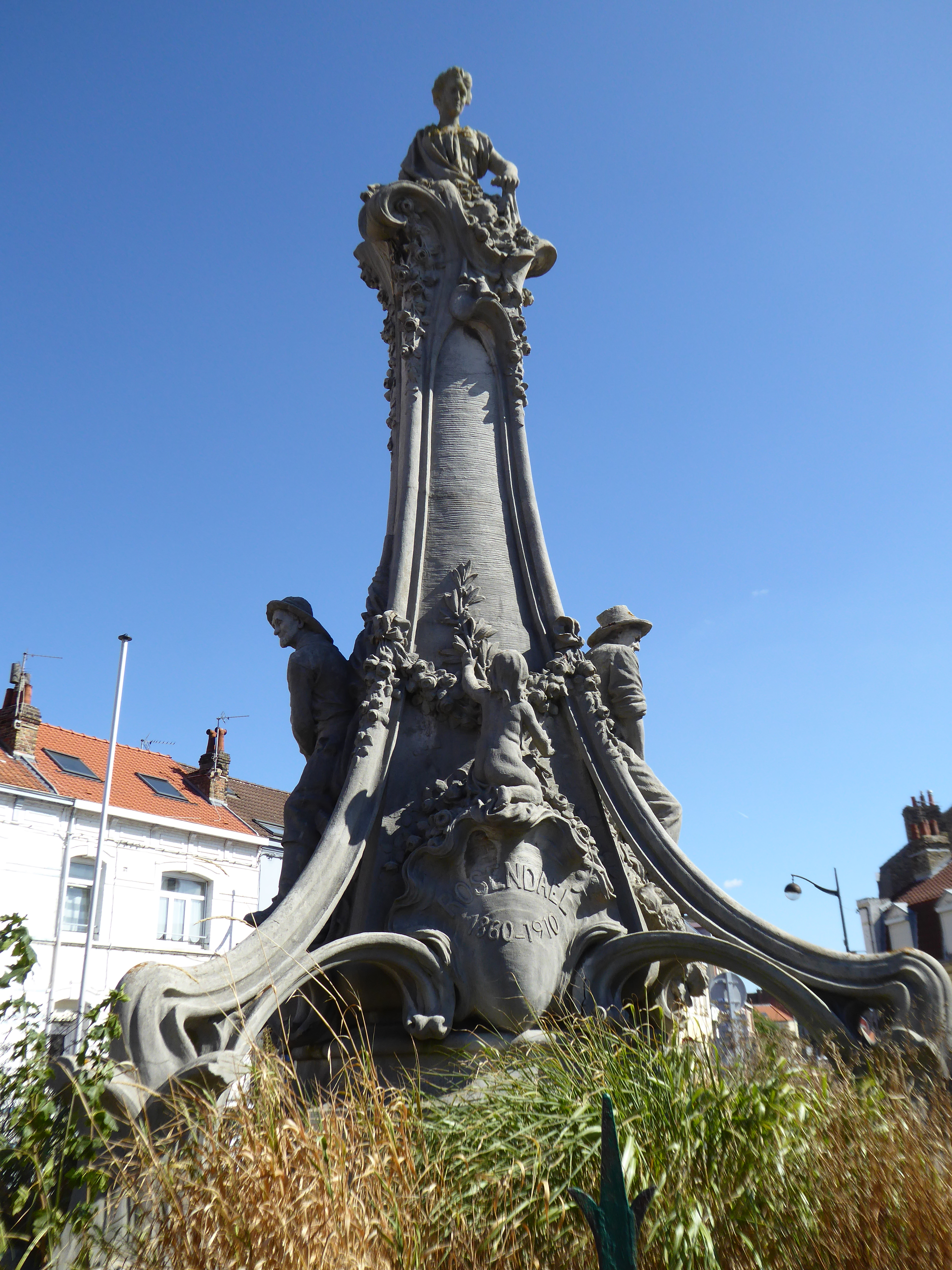
Monument commémoratif de la fondation de Rosendaël, 1910, architecte Gontier.
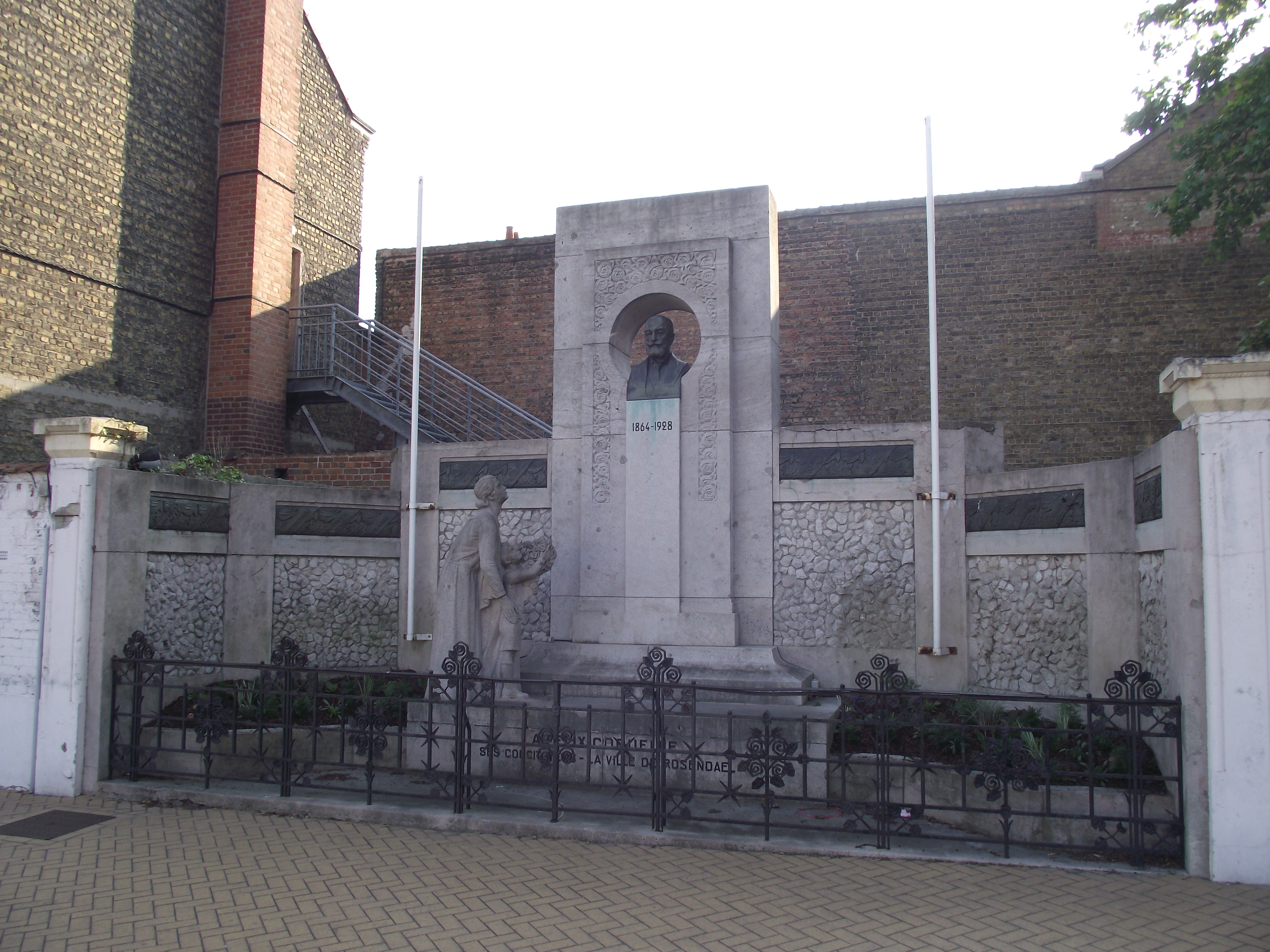
Monument en l'honneur de Félix Coquelle, Rosendaël
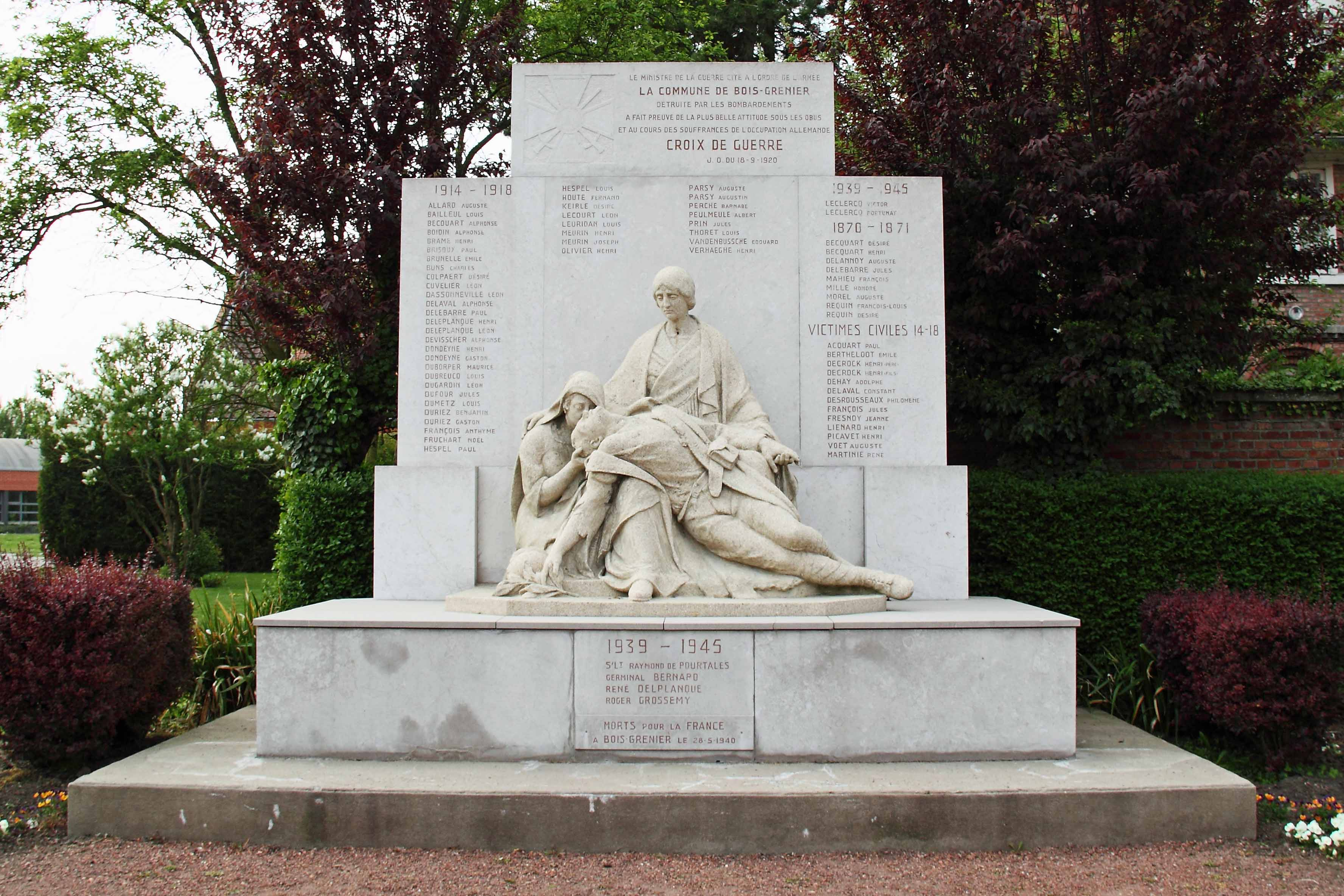
Monument aux Morts Bois-Grenier
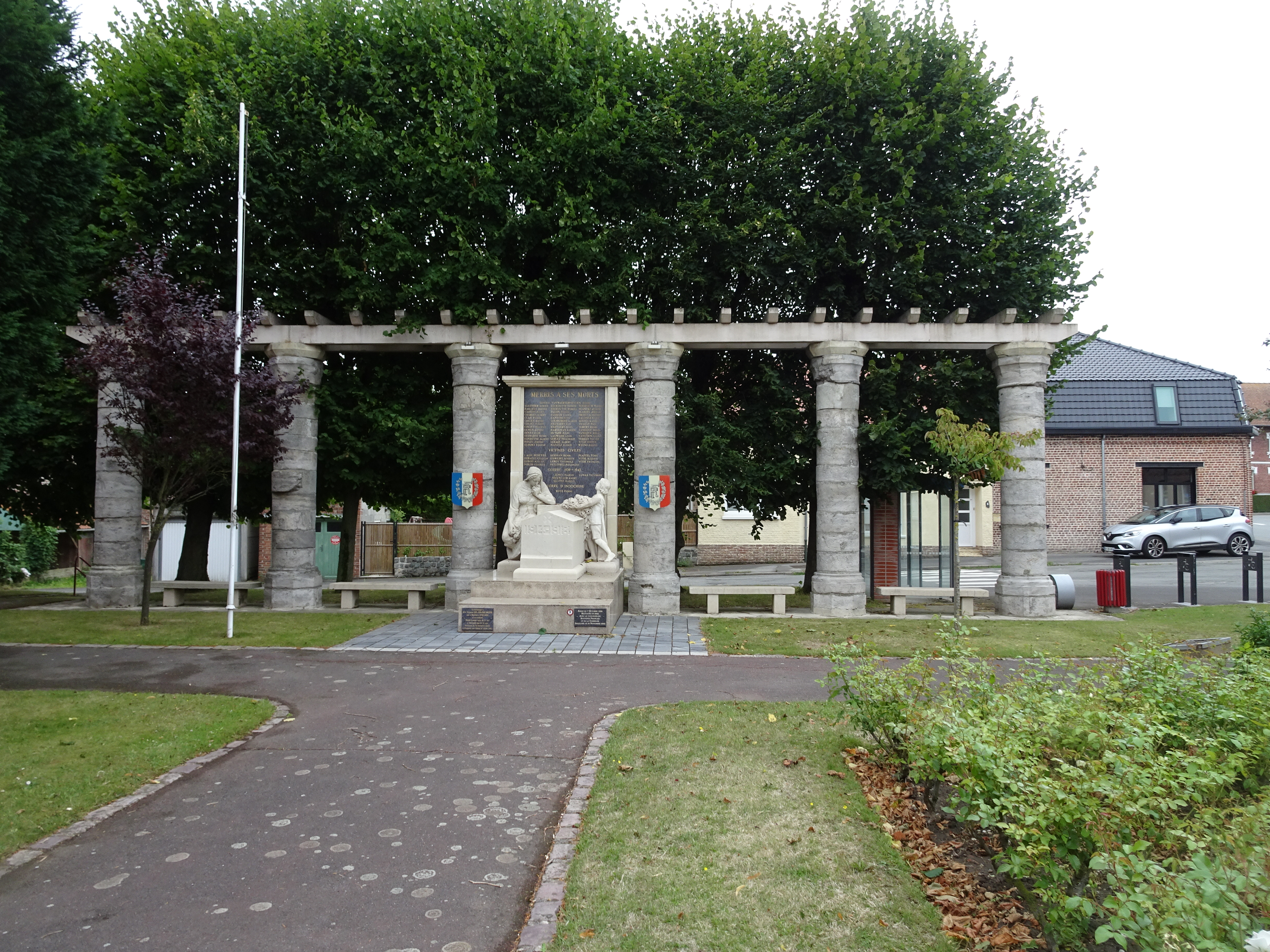
Monument aux Morts Merris

### Autres sources
- Laurentine Moritz-Bart, « Un grand sculpteur de notre Flandre Maritime, Maurice Ringot (1880-1951) », Revue des Amis du vieux Dunkerque, no 13, 1981
- Robert Noote, Bergues Saint-Winoc, éditions Alan Sutton, coll. « Mémoire en images »
- Dunkerque magazine, no 183
- Documents familiaux[réf. non conforme]